# Nestore (fiume)
Il Nestóre è un fiume dell'Umbria, affluente in destra idrografica del Tevere. Con una lunghezza di circa 42 chilometri ed un bacino idrografico di 726 km² è, dopo il Paglia, il maggior tributario in destra idrografica. Nasce a 559 m s. l.m. nel comune di Monteleone d'Orvieto, in provincia di Terni. Bagna poi i comuni di Città della Pieve, Panicale, Piegaro, Perugia e Marsciano, in provincia di Perugia. Si getta nel Tevere in località Ammeto, nel comune di Marsciano, a 184 m s. l.m.

## Origini del nome
Il nome del fiume deriva da Nestore, re di Pilo, figura della mitologia greca. Secondo la tradizione il re acheo avrebbe fatto un bagno nel fiume umbro.

### Storia
Lungo le sue sponde sono stati rinvenuti oggetti e resti appartenenti al Neolitico. Il corso del Nestore è risultato di grande importanza durante il VI secolo, per il Corridoio Bizantino, una rotta di pellegrinaggio. Decisivo il ruolo del fiume durante le lotte tra i comuni di Perugia e Todi tra XII E XIII secolo. Durante la seconda guerra mondiale lungo il suo corso furono sganciate mine anti-uomo dalle forze dell'asse (tra 1943 e il 1945), per impedire l'avanzata degli Alleati e delle forze partigiane. Durante il Secondo Novecento la presenza del fiume è stata importante per lo sviluppo agricolo ed industriale.
Uno storico perugino del 1638 ne descrive il percorso:
(Anonimo perugino, 1638)
Il corso del Nestore si sviluppa nel settore centro-occidentale della regione. Circa sei chilometri a valle della sorgente entra per due chilometri nel comune di Città della Pieve. Successivamente si addentra nel territorio comunale di Panicale dove riceve da destra il torrente Rigalto e da sinistra il fosso Ierna. Dopo aver ricevuto decine di fossi entra nel comune di Piegaro dove è collegato artificialmente al Lago di Pietrafitta. Dopo aver lambito Tavernelle entra nel comune di Perugia e a Mugnano riceve da sinistra il Cestola. Prosegue il suo corso verso il comune di Marsciano. Dopo aver superato Castiglione della Valle riceve, a Pieve Caina, da sinistra il torrente Caina, suo maggior affluente. Poco oltre Mercatello riceve da sinistra il torrente Genna e da destra il Rigo. Dopo aver lambito Compignano e Morcella riceve da sinistra il Fosso del Patollo e il Fosso di Sant'Andrea, e da destra il Fersinone e il Calvana.
Procede quindi verso Marsciano dividendo la cittadina in due e dopo averla attraversata riceve il Fossatone da destra. Riceve altri piccoli rivoli d'acqua e si getta nel Tevere.

## Affluenti
La portata abbastanza consistente è dovuta proprio alla presenza di numerosi tributari rilevanti. In totale il Nestore conta l'apporto di ben 27 affluenti, 12 da destra e 15 da sinistra.
In sinistra idrografica i quattro di maggior importanza sono:
- Caina, Genna, Cestola e Rigalto.

In destra idrografica i quattro di maggior importanza sono:
- Fersinone, Calvana, Fossatone e Rigo.

Altri tributari di rilievo sono: F.so delle Lame, F.so dei Pagani, F.so del Conte, F.so Nestorello, F.so Romignano, Fosso di San Pietro, Fosso del Patollo, F.so delle Fornaci, F.so Ierna, S. Margherita e Fosso di Sant'Andrea.

### Suddivisione bacino idrografico

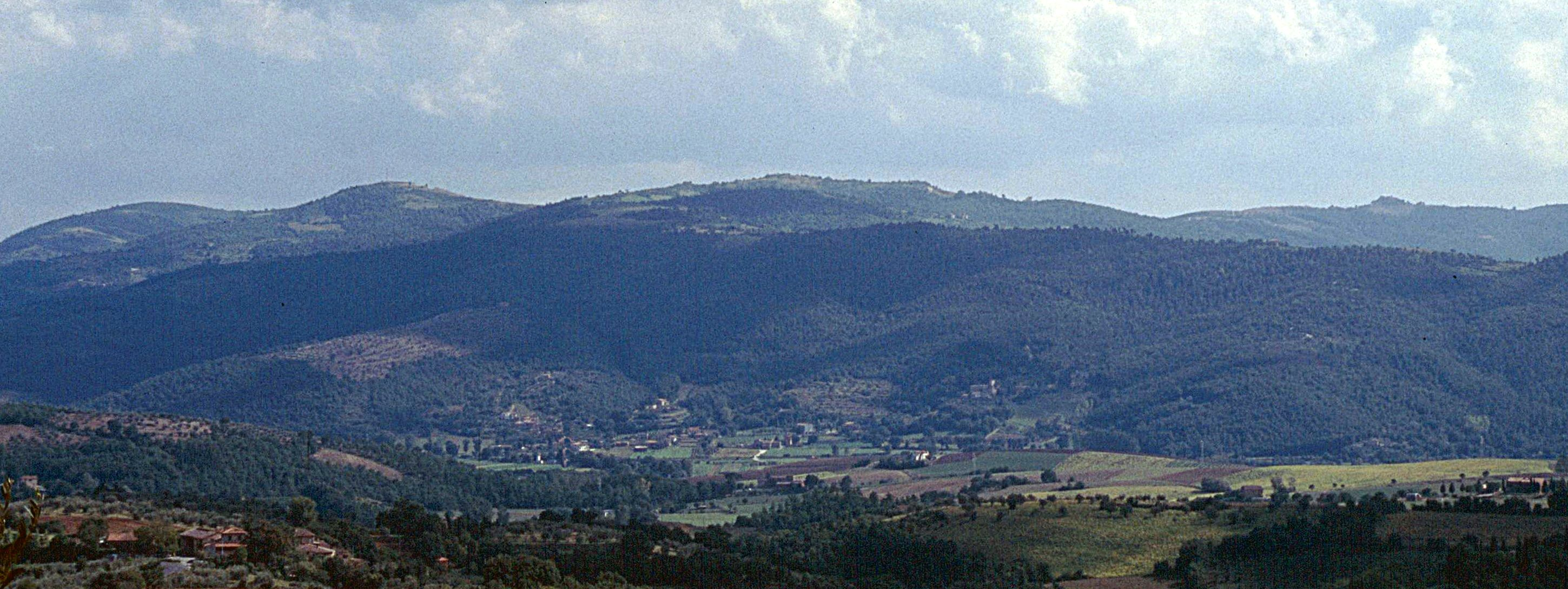
La valle del Nestore

| POS. | Affluente            | Lunghezza (km) | Bacino (km²) | Portata (m³/s) |
| ---- | -------------------- | -------------- | ------------ | -------------- |
| 1    | Caina                | 30             | 222          | 1,4            |
| 2    | Fersinone            | 27             | 127          | 1,1            |
| 3    | Genna                | 20             | 84           | 0,6            |
| 4    | Calvana              | 18             | 75           | 0,5            |
| 5    | Cestola              | 12             | 28           | 0,2            |
| 6    | Fossatone            | 10             | 13           | 0,2            |
| 7    | Rigalto              | 7              | 10           | 0,1            |
| 8    | Rigo                 | 6              | 8            | 0,1            |
| 9    | Fosso di San Pietro  | 3              | 2,5          | 0,06           |
| 10   | Fosso del Patollo    | 3              | 2            | 0,07           |
| 11   | Fosso di Sant'Andrea | 2              | 1,2          | 0,07           |
| 12   | Altri                | /              | 153,3        | 3,6            |
|      | Totale Nestore       | 42             | 726          | 8              |

## Flora e fauna
La flora è costituita principalmente da:
- Acacia (Robinia)
- Bambù
- Edera
- Ginepro
- Leccio
- Ortica
- Pioppo
- Quercia
- Rovo
- Vischio

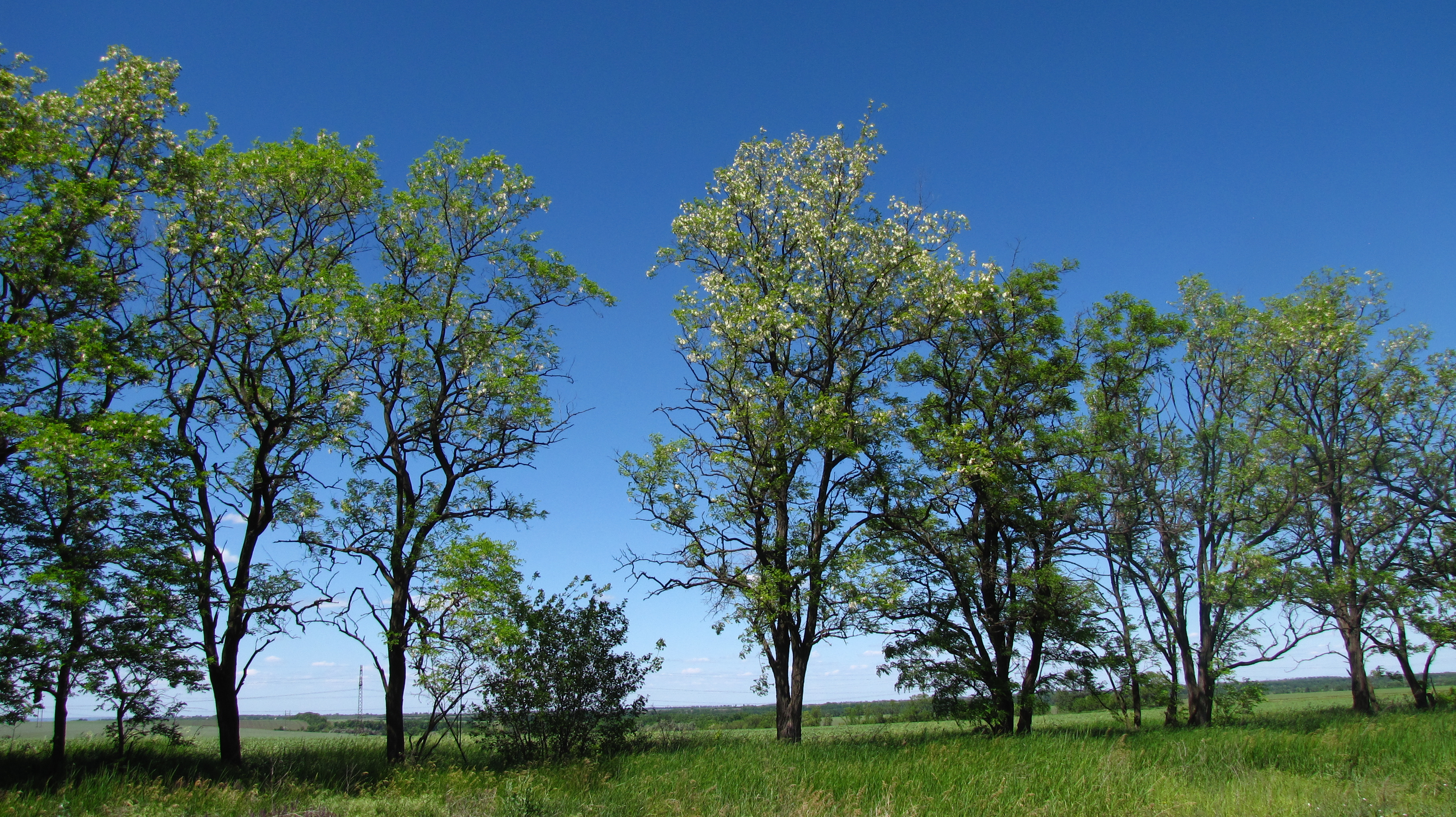
Robinia pseudoacacia, specie alloctona onnipresente lungo il fiume.

La fauna che si presenta lungo il fiume è costituita principalmente da:

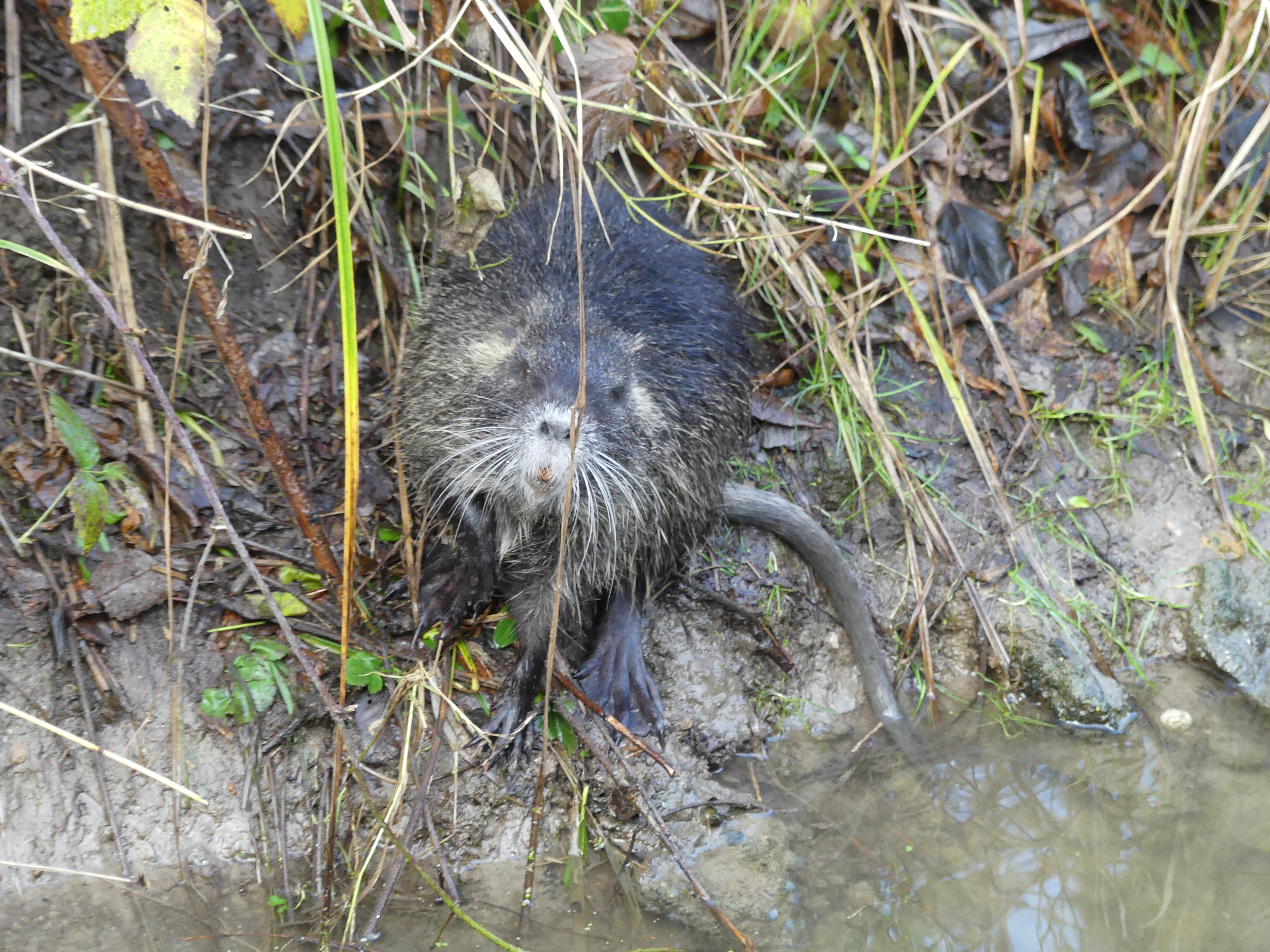
Nutria, specie alloctona molto popolosa.

- Lepre
- Cinghiale
- Volpe
- Nutria
- Tasso
- Istrice
- Serpe
- Vipera
- Fagiano
- Merlo
- Pettirosso
- Passera
- Fringuello
- Tordo
- Beccaccia
- Palombaccia
- Nibbio
- Picchio comune
- Corvo
- Gazza Ladra
- Airone
- Cormorano
- Martin pescatore

### Fauna Ittica

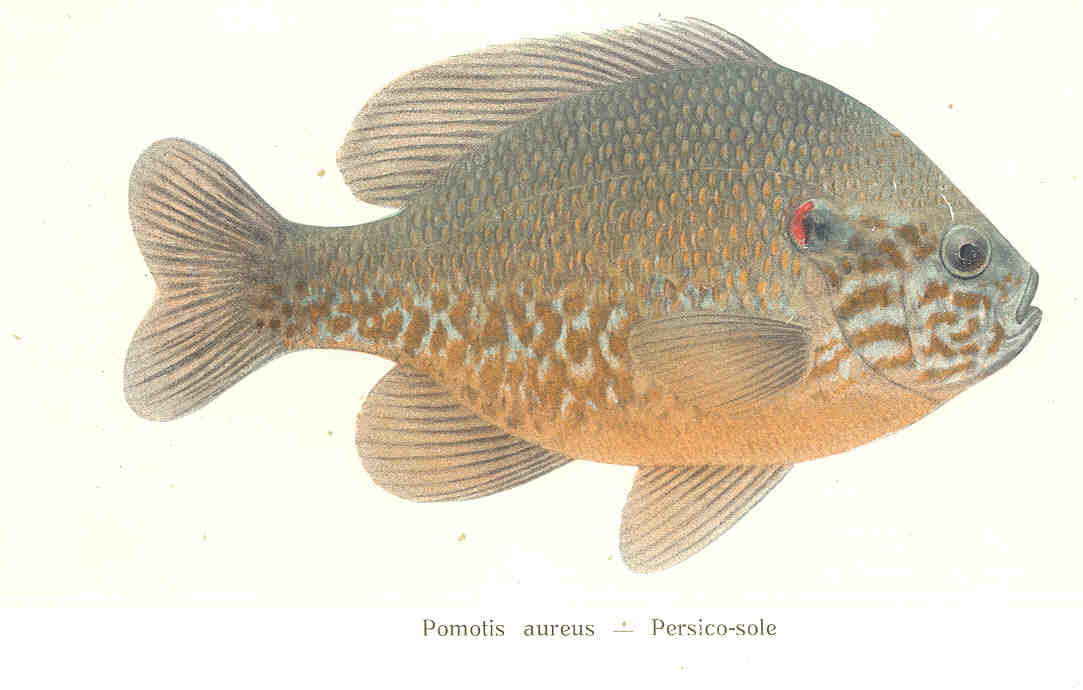
Persico Sole.

La fauna ittica del fiume Nestore comprende le seguenti specie: (in corsivo quelle scomparse o quasi assenti).
- Anguilla
- Barbo del Danubio
- Barbo del Tevere
- Boccalone
- Carpa
- Carassio
- Carassio dorato
- Cavedano
- Cavedano etrusco
- Ghiozzo
- Gobione
- Lasca
- Persico sole
- Persico reale
- Pesce gatto
- Pseudorasbora
- Granchio di fiume
- Rovella
- Scardola
- Tinca
- Vairone

## Portata

### Regime idraulico
La portata media annua è variabile in base alle stagioni, e si attesta intorno ad 8 m³/s (8000 litri); un dato considerevole data la lunghezza esigua del fiume. Circa il 60% di questa è concentrato però tra i mesi di novembre e gennaio. È da sottolineare quindi, il regime torrentizio del Nestore, tipico dei tributari provenienti dalla sponda destra del Tevere. In autunno-inverno si tiene facilmente sopra ai 20 m³/s di media; Tra i mesi tardo primaverili ed estivi conta soltanto l'apporto dei torrenti Caina e Genna, dato che quasi la totalità dei restanti affluenti risulta in secca. Questi due affluenti di sinistra sono ricchi però di acque reflue, e invece il Fersinone ed il Calvana, da destra, presentano un ambiente pressoché incontaminato.

### Portata media mensile
Dati portata Fiume Nestore.

## Alluvioni
Durante le piene ordinarie il Nestore presso Marsciano porta da 200 a 300 m³/s. In casi eccezionali la portata raggiunge i 600/700 m³/s (come nel 1896 e nel 1937). Straordinario l'evento del 2012, ben al di sopra di qualsiasi altro evento precedente.
Dal 1866, anno di annessione dell'Umbria al Regno d'Italia, si registrano sette piene significative:
- La prima il 28 ottobre 1896, quando morirono affogate otto persone sorprese nel sonno dalla piena del fiume a Marsciano (Esondazione paragonabile a quella del 2012). Fu stimata una portata di circa 650 m³/s
- La seconda esondazione rimasta negli annali si è verificata l'8 ottobre del 1937, quando la piena arrivò in collina portando via una casa con la famiglia che vi abitava nei pressi di Compignano, causando sette vittime; la piena toccò il picco massimo a Marsciano, con 578 m³/s.
- La terza il 9 luglio 1956, causata dall'improvvisa onda di piena del Fersinone, con la portata a Marsciano di 127 m³/s, quasi completamente dovuti all'esondazione del torrente.
- La quarta il 3 dicembre 1973, con la portata massima a Marsciano di 206 m³/s.
- La quinta il 16 novembre 2008, con la portata di 214 m³/s.
- La sesta, la più importante mai registrata per dimensioni; ma fortunatamente senza provocare vittime, è avvenuta il 12 novembre 2012, quando il fiume, giunto presso Marsciano ai 7,5 metri di altezza, toccò la portata massima presso la stessa, alle ore 11.30, alla foce, di 1.002 m³/s. Durante la notte tra il 12 e il 13 il fiume è tornato ad una portata vicina a quella delle 11.30, di circa 850 m³/s, rompendo di nuovo gli argini in quasi tutto il corso. 
  - A Morcella, la cui piana è stata sommersa da 2 metri di acqua, è stata distrutta la deviazione edificata nel 1917, poi riedificata regolarmente nel 2015.
  - In tutto il comune di Marsciano sono stati provocati ingenti danni all'agricoltura ed agli argini del fiume.
  - Nel capoluogo le abitazioni ed i negozi hanno visto i propri scantinati essere sommersi. Le strade di raccordo sono state inondate. Per circa nove ore la circolazione è stata bloccata.
  - Poi, nel suo bacino idrografico i torrenti Fersinone, Caina e Genna hanno provocato innumerevoli danni all'agricoltura ed alle vie di comunicazione. Il Fersinone ha allagato la piccola piana tra Poggio Aquilone e Morcella, il Genna ha inondato Via Settevalli, la provinciale che collega Spina alla statale Marscianese ed il Caina, che ha provocato seri danni all'agricoltura nel perugino, nella frazione di Pilonico Materno e nel marscianese, nelle frazioni di Castiglione della Valle e Pieve Caina.
- La settima il 31 gennaio 2014, quando sono stati riaccesi gli incubi del 2012. Lo sbarramento provvisorio di Morcella è stato abbattuto nuovamente e parte dei terreni vicini al fiume sono di nuovo finiti sott'acqua. Le abitazioni però non hanno subito danni gravi. In questa occasione la portata del fiume toccò il valore di 407 m³/s.

## Galleria d'immagini
Immagini del fiume; sotto ad ognuna specificata la località (o l'evento).

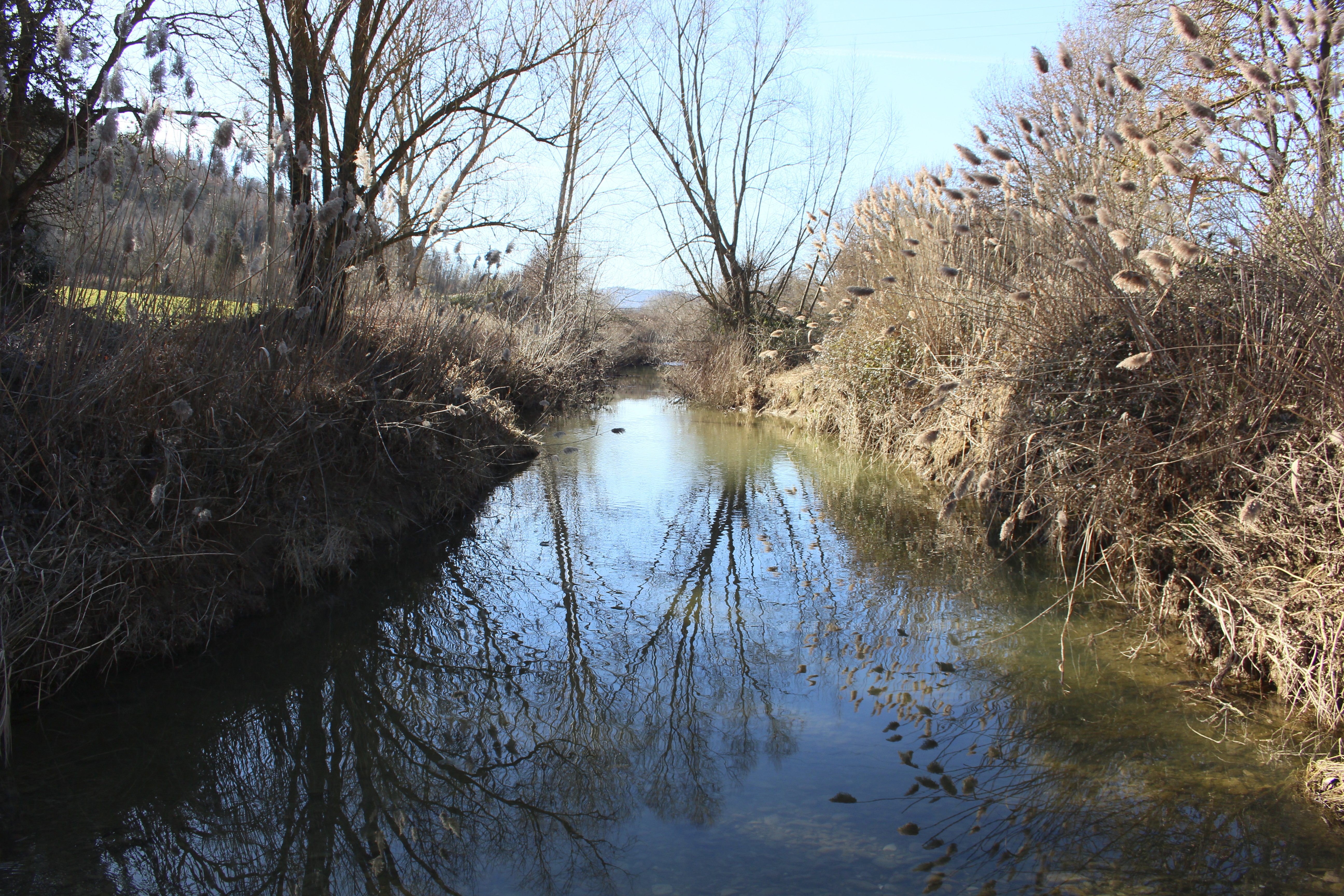
Tavernelle.
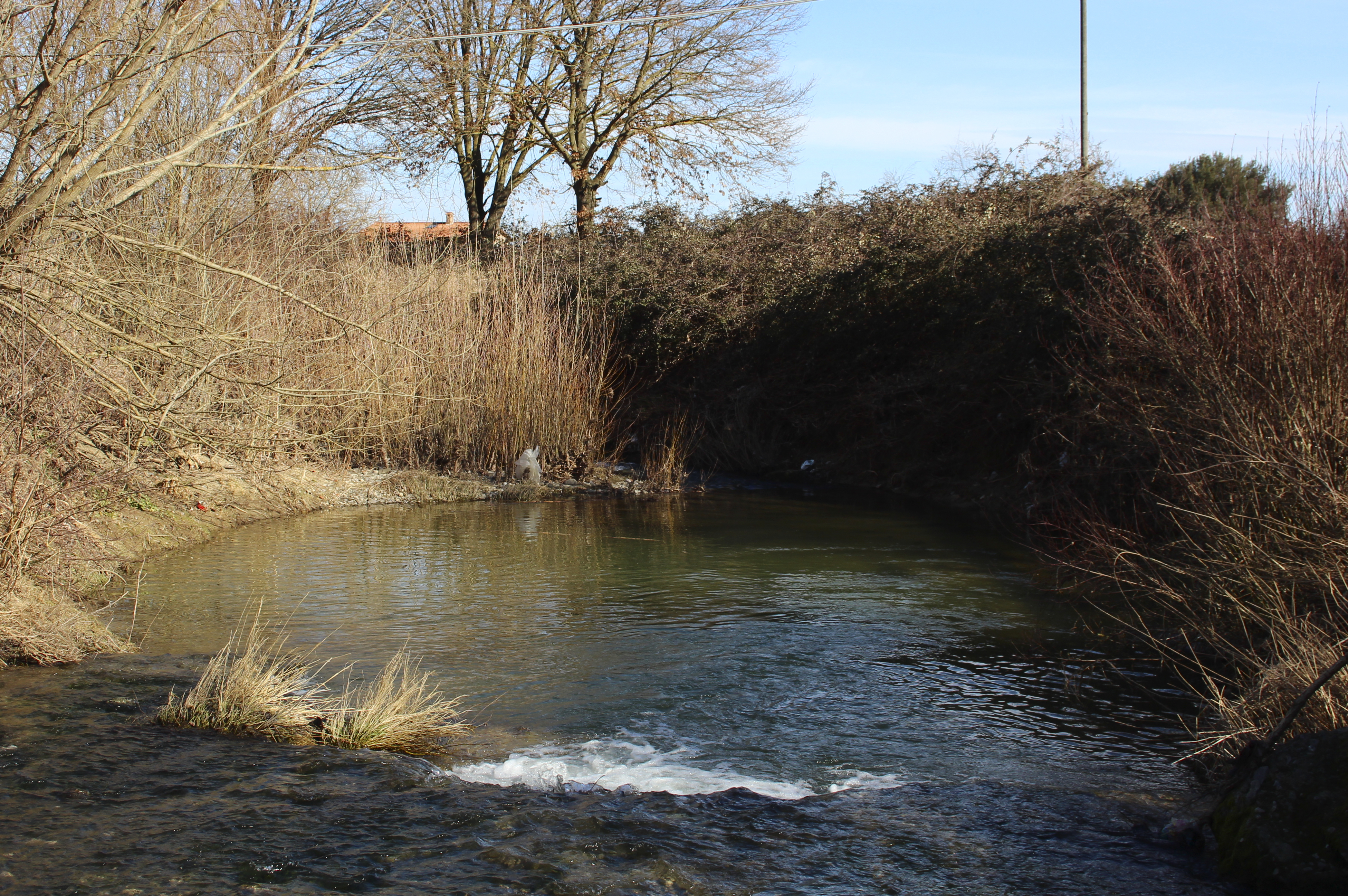
"".
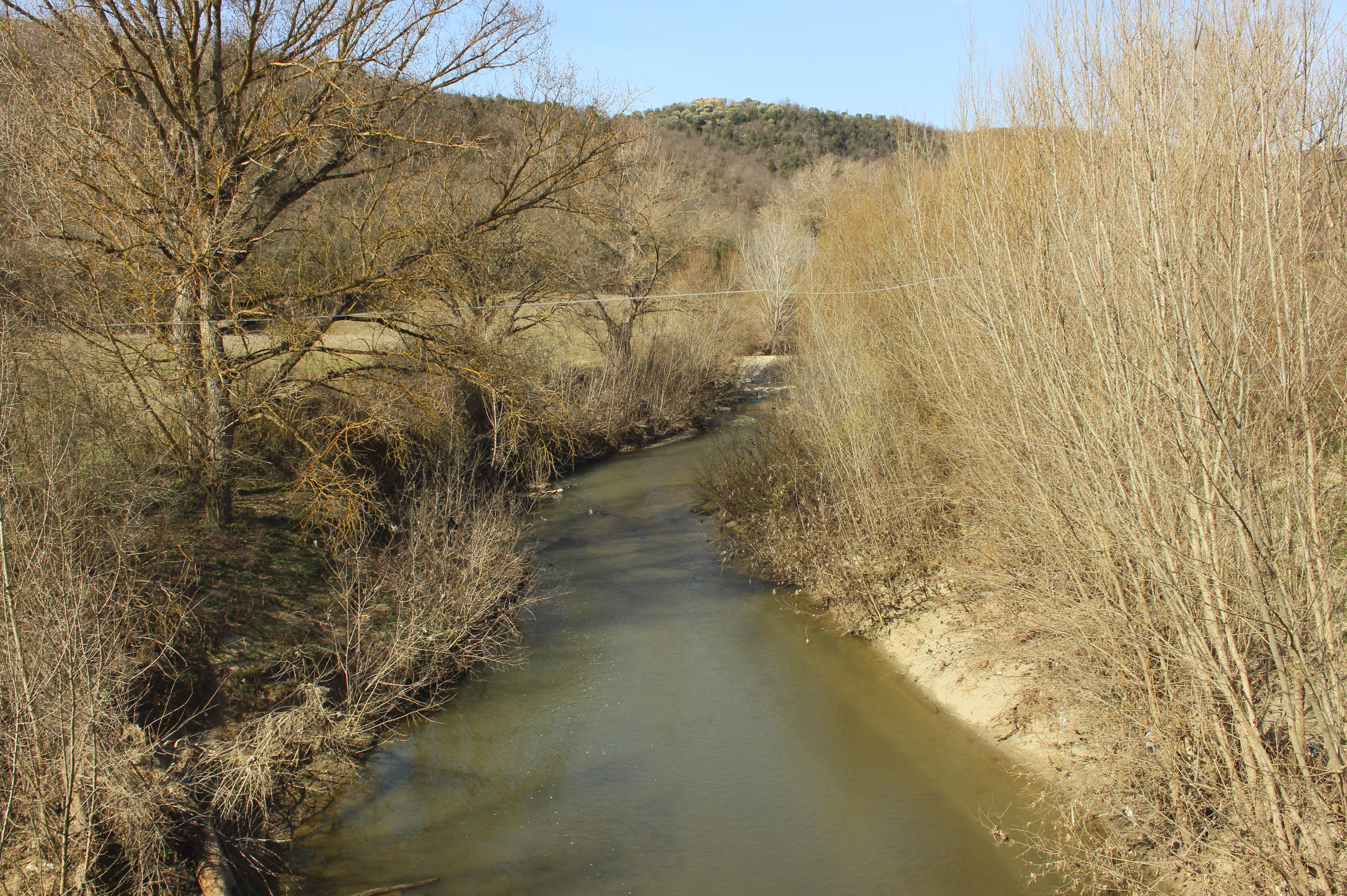
Compignano.
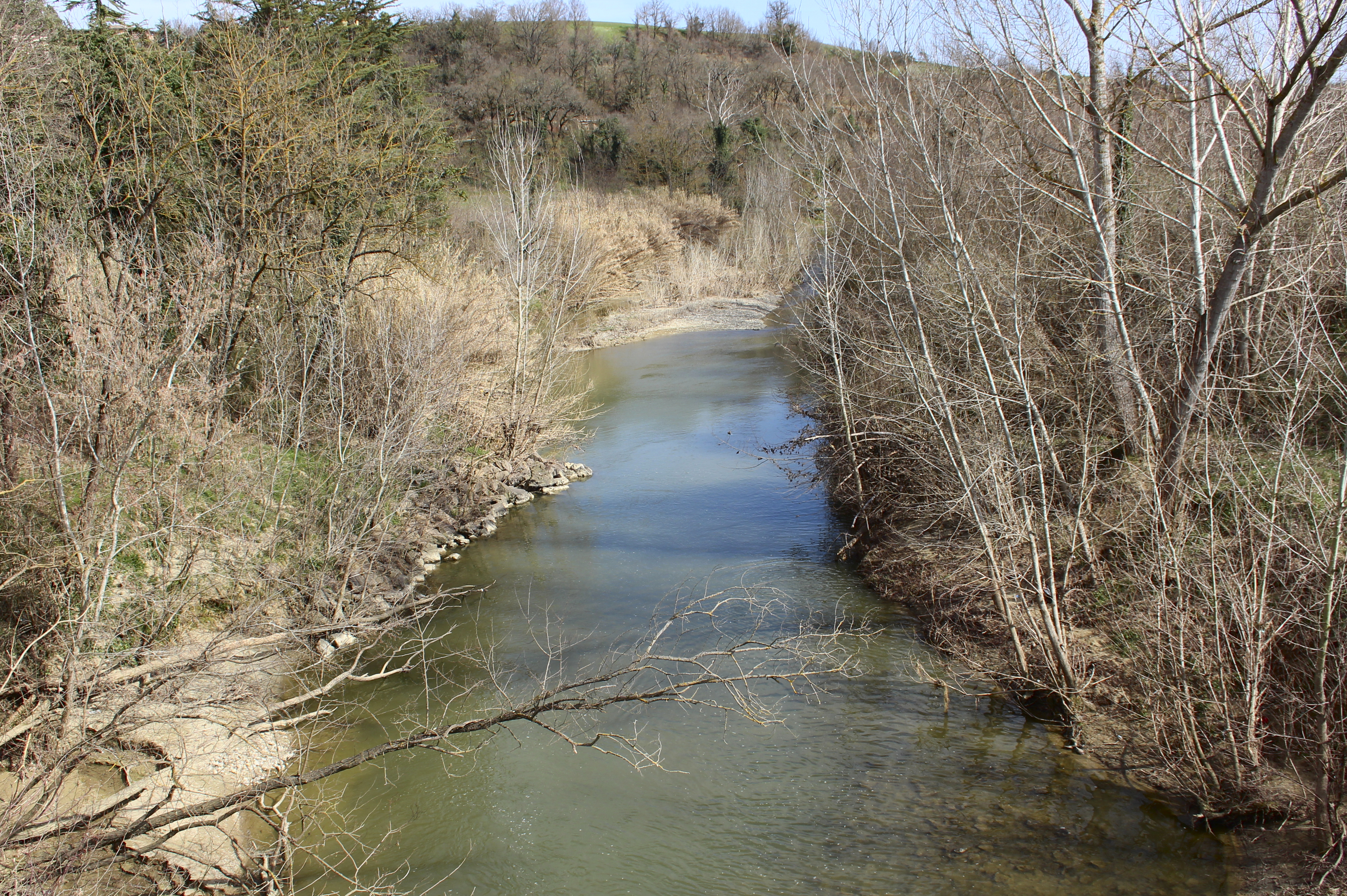
Morcella.
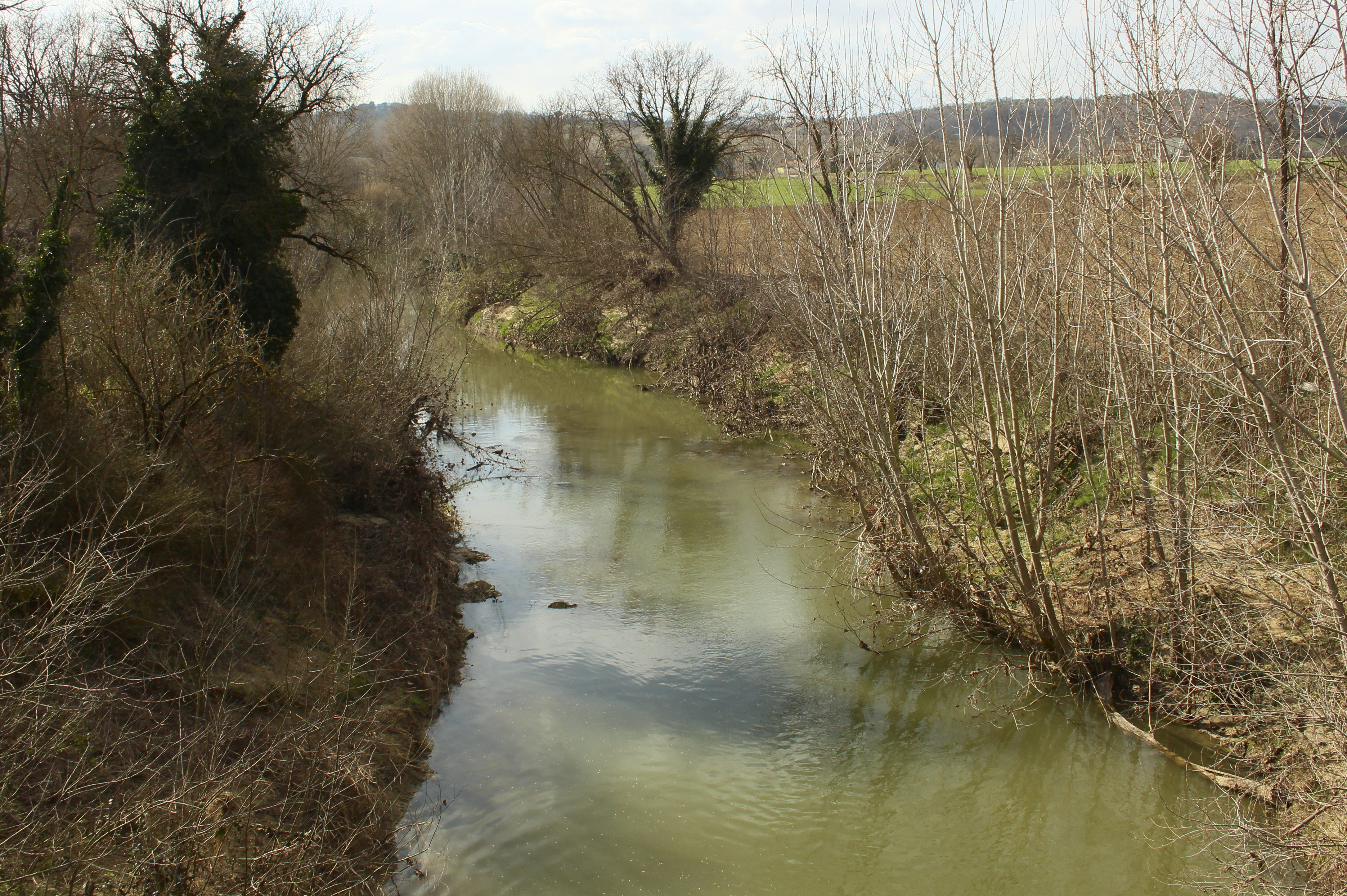
"".
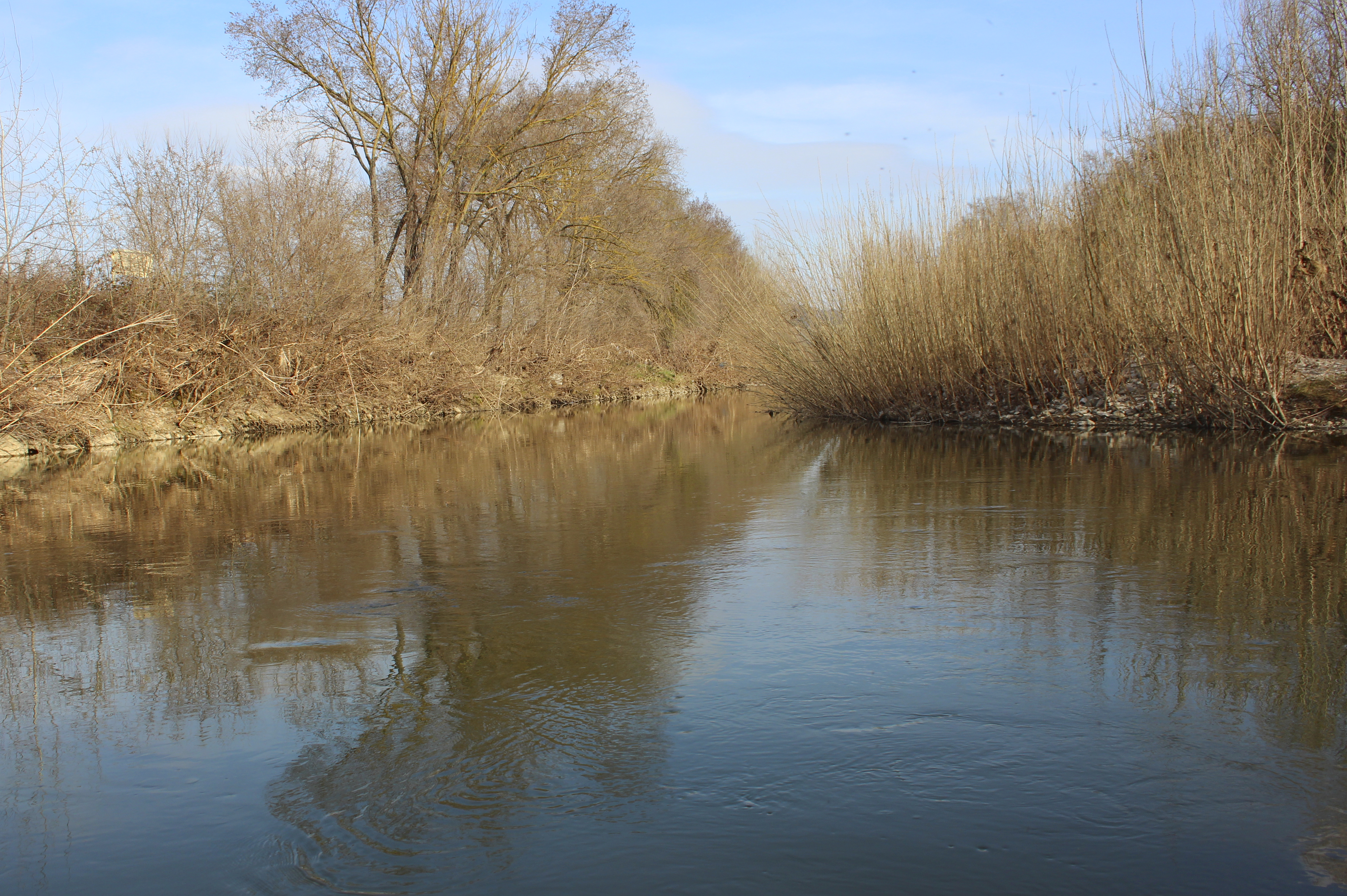
Marsciano.
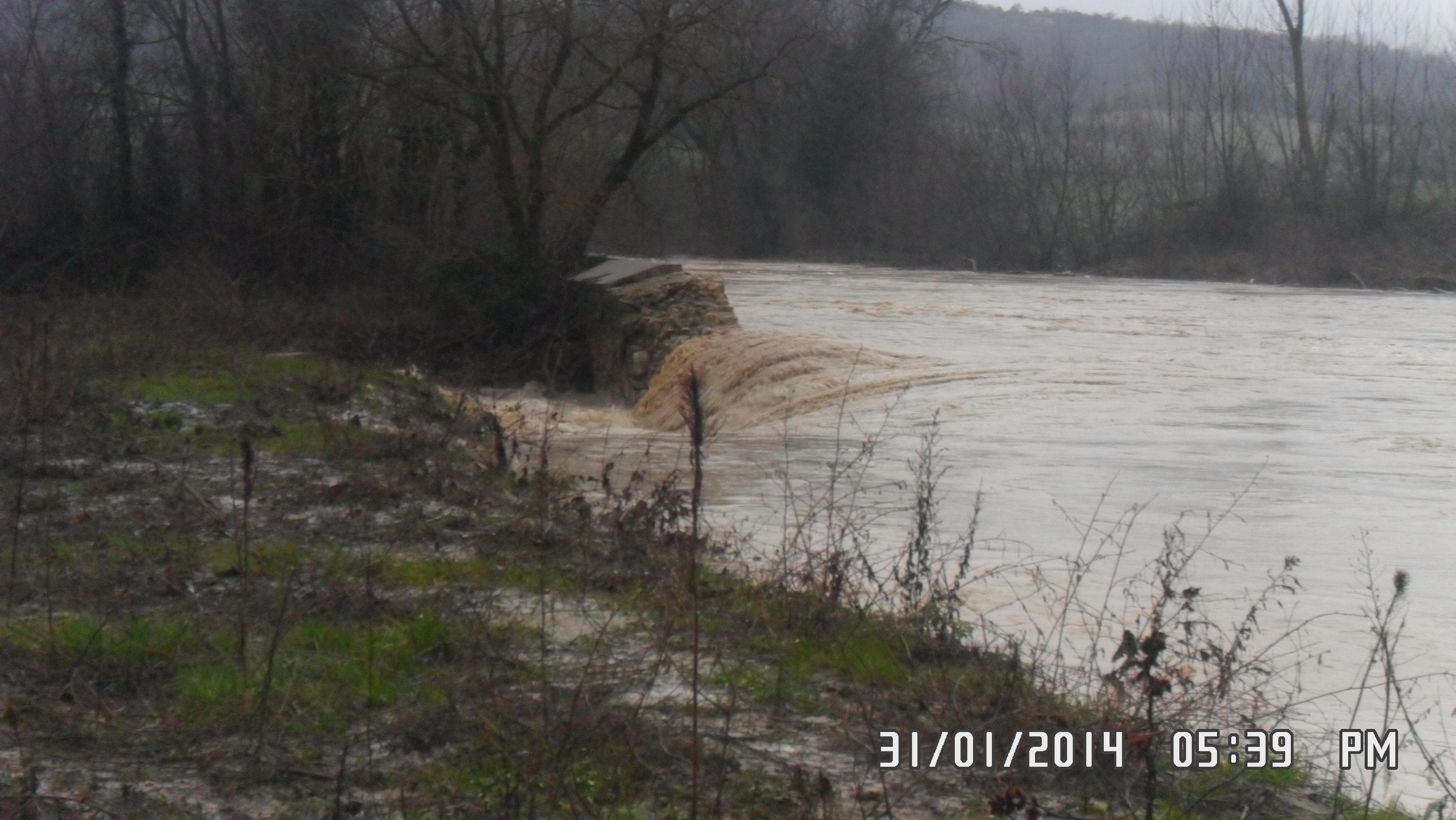
Sbarramento distrutto a Morcella (31/01/2014).
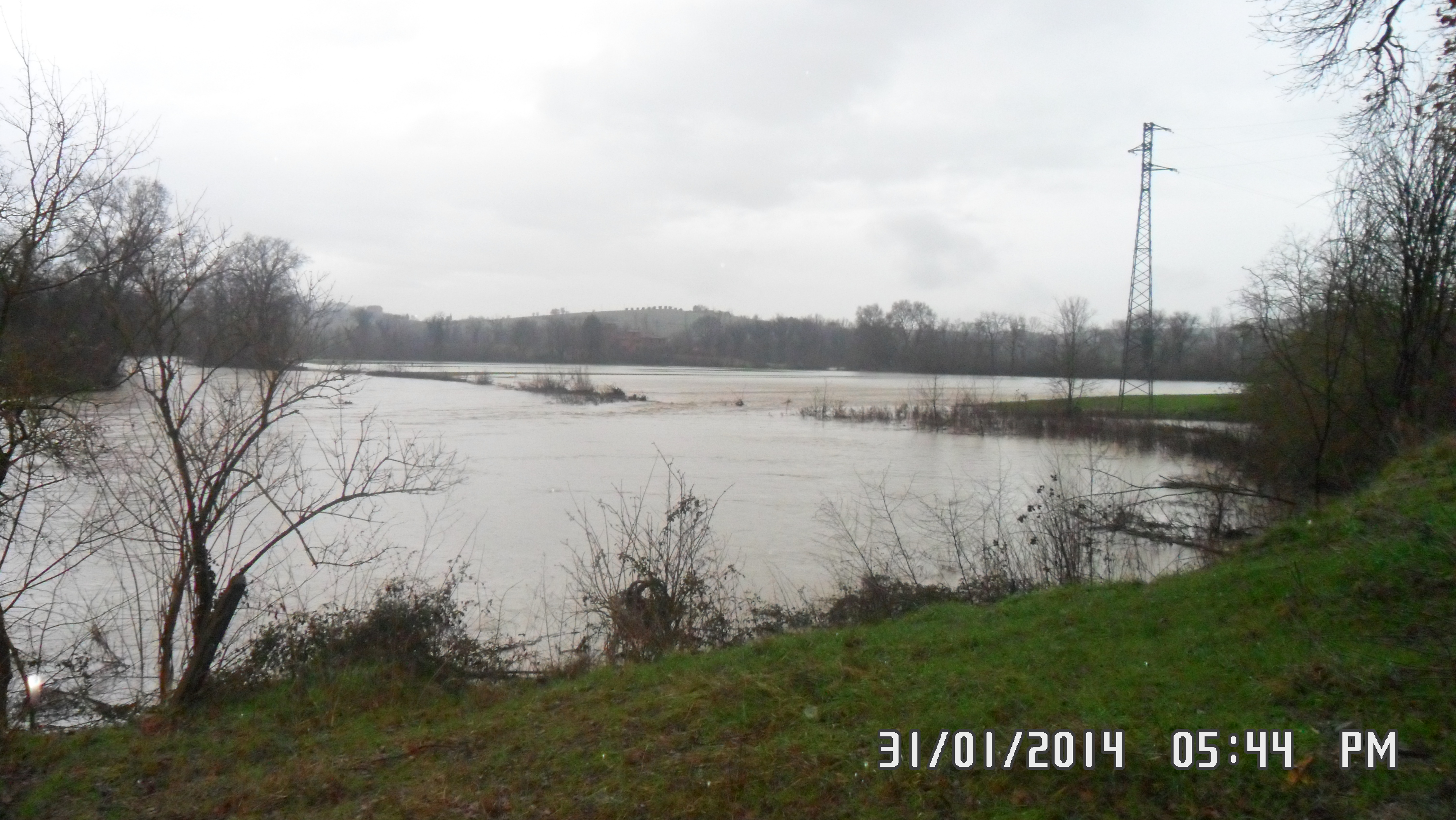
Esondazione tra Morcella e Compignano.
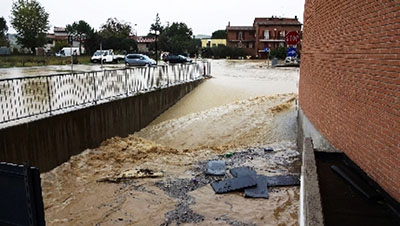
Esondazione del 12 novembre 2012 a Marsciano.
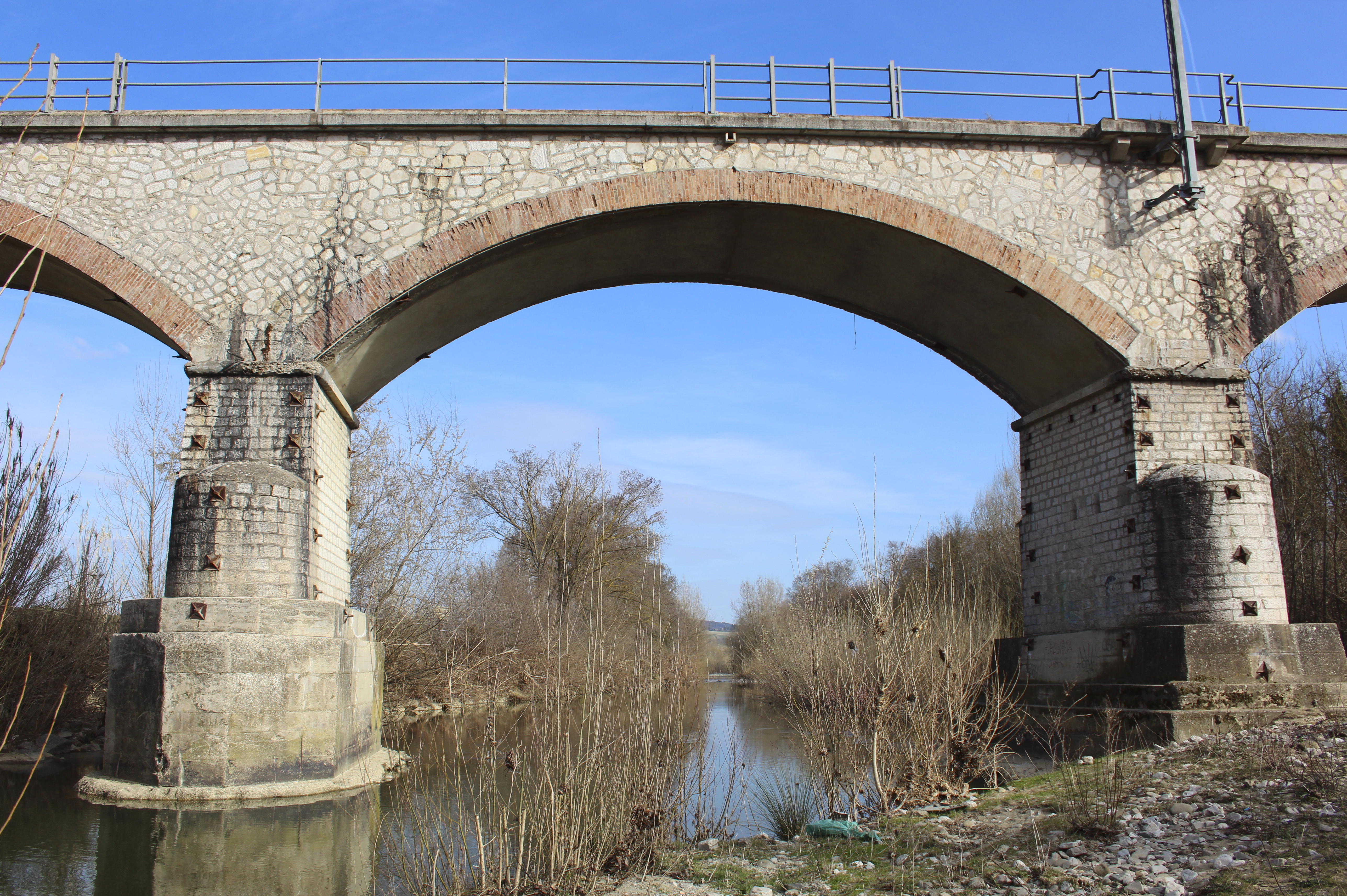
Il ponte di Marsciano.
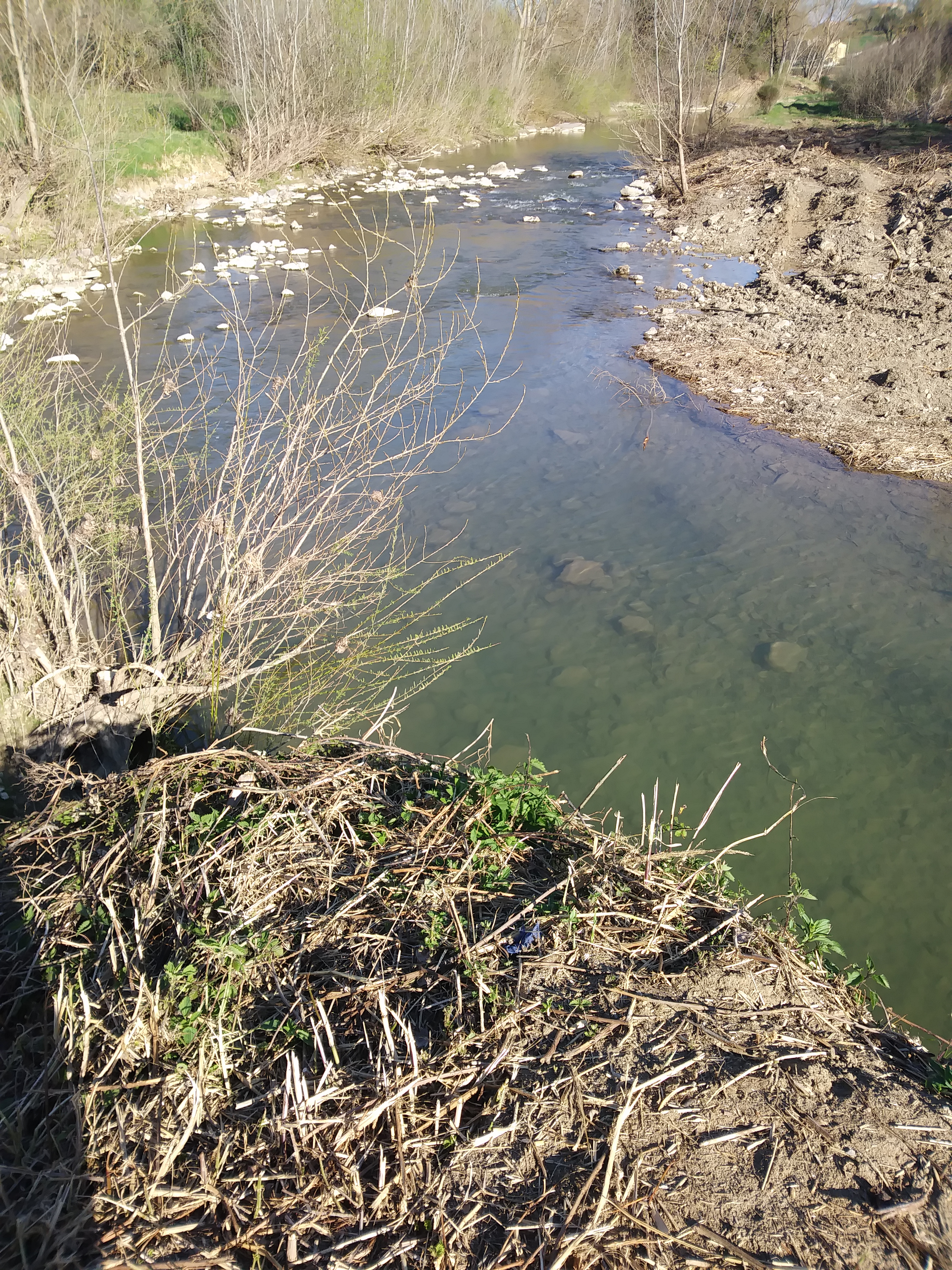
La foce del Fersinone.

## Ponti
Il Nestore è attraversato da undici ponti:
| N.° | Strada                  | Località        | Comune    |
| --- | ----------------------- | --------------- | --------- |
| 1   | SP307                   | Piegaro         | Piegaro   |
| 2   | V.Canile                | Borghetto       | Piegaro   |
| 3   | V.S.Egidio              | Casaceccame     | Piegaro   |
| 4   | SR220                   | Tavernelle      | Panicale  |
| 5   | SP340                   | Colle San Paolo | Piegaro   |
| 6   | S.Apollinare            | Sant'Apollinare | Marsciano |
| 7   | V.Osteria               | Mercatello      | Marsciano |
| 8   | V.C.Nuove               | Compignano      | Marsciano |
| 9   | SP376                   | Morcella        | Marsciano |
| 10  | V.P.Nestore             | Ponte           | Marsciano |
| 11  | V.F.Briziarelli         | Ammeto          | Marsciano |
| 12  | F.T.Regionale(Ferrovia) | Ammeto          | Marsciano |